# Gerontha hoenei
Gerontha hoenei är en fjärilsart som beskrevs av Petersen 1987. Gerontha hoenei ingår i släktet Gerontha och familjen äkta malar. Inga underarter finns listade i Catalogue of Life.